# Paloma (cóctel)
La paloma es un cóctel a base de tequila. Esta bebida se prepara más comúnmente mezclando tequila, jugo de lima y un agua mineral y se sirve con una rodaja de lima. Agregar sal al borde del vaso también es una opción.
Alternativamente, el refresco de pomelo se puede reemplazar con jugo de pomelo blanco o rojo fresco, agua con gas —azúcar opcional— y jugo de limón recién exprimido.
Una paloma simple es un cóctel de dos ingredientes que consta solo de tequila y agua mineral . Una variante más compleja de la paloma es el cantarito, que además del jugo de lima, también tiene jugo de limón y jugo de naranja.
La paloma es más sabrosa que su pariente más cercano, el galgo, que consiste en jugo de pomelo y ginebra o vodka mezclados y servidos con hielo.